# Salcea
Salcea è una città della Romania di 9 696 abitanti, ubicata nel distretto di Suceava, nella regione storica della Moldavia.
Fanno parte dell'area amministrativa anche le località di Mereni, Plopeni e Văratec.
Salcea ha ottenuto lo status di città nel 2004.
Situata a soli 11 km dal capoluogo del distretto Suceava, Salcea ne ospita l'aeroporto.